# Multiplikace depozit
Multiplikace peněz se bere v potaz s nabídkou peněz. Pro vymezení multiplikace peněz se využívá model jednoduchého depozitního multiplikátoru, který je posléze rozšířen do podoby rozvinutého peněžního multiplikátoru. Modely se používají pro vyjádření otázky stability nabídky peněz a možnostmi centrální banky nabídku peněz kontrolovat.
Běžná depozita jsou součástí každého měnového agregátu, tedy vždy i součástí peněžní zásoby.

## Jednoduchý depozitní multiplikátor
Jednoduchý model, který slouží k ilustraci základních principů tvorby úvěrových peněz a multiplikace depozit. Předpokládá se jednoduchá ekonomika s bankovnictvím na bázi částečných rezerv, CB, KB a existence pouze bezhotovostních peněz. Komerční banky nedrží žádné dobrovolné rezervy. CB stanovuje úroveň povinných minimálních rezerv (PMR, např. 10 %)
Při práci s tímto modelem je sledovaná reakce bankovních sektorů na prodej cenných papírů ze strany komerčních bank, které nakupuje banka centrální. Pro zjednodušení modelu se převážně uvažuje pouze o jedné komerční bance. V tomto modelu v rámci měnové báze se uvažuje neexistence oběživa, dobrovolných rezerv komerčních bank. Model pracuje pouze s běžnými depozity.

## Rozvinutý peněžní multiplikátor
Odvádí se obdobně jako jednoduchý depozitní multiplikátor, Rozvinutá verze je obohacena o měnový agregát druhého řádu.